# Dorfkirche Späningen

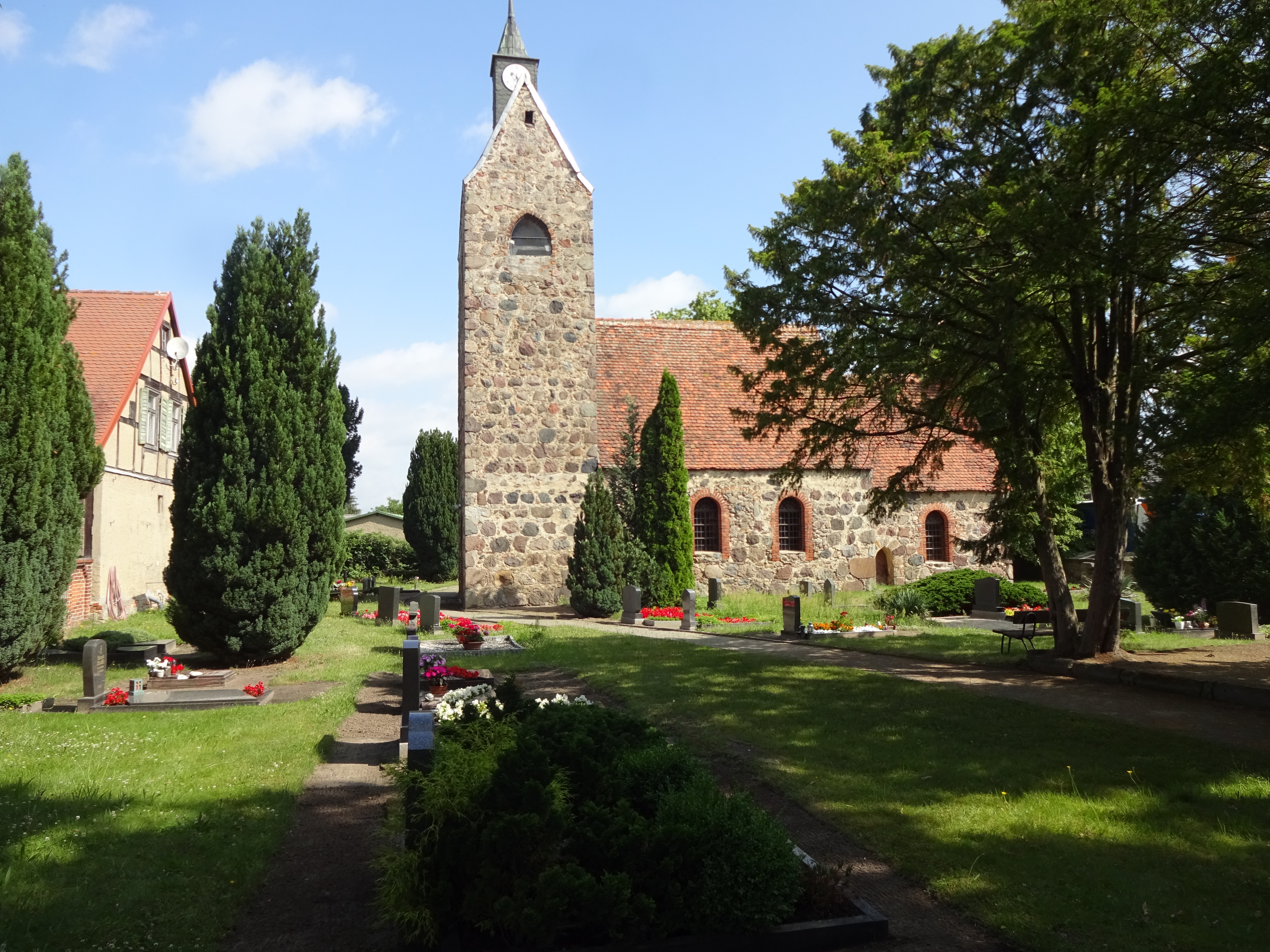
Dorfkirche Späningen

Die evangelische Dorfkirche Späningen ist eine spätromanische Saalkirche im Ortsteil Späningen von Bismark (Altmark) im Landkreis Stendal in Sachsen-Anhalt. Sie gehört zum Pfarrbereich Gladigau im Kirchenkreis Stendal der Evangelischen Kirche in Mitteldeutschland.

## Geschichte und Architektur
Die Kirche ist ein spätromanisches Feldsteinbauwerk mit eingezogenem quadratischem Chor und Westquerturm aus der zweiten Hälfte des 13. Jahrhunderts, das Glockengeschoss ist spätgotisch. Zwei eingezogene Fensteröffnungen im Westteil des Schiffs, zwei rundbogige Fenster in der Ostwand und die rundbogige Priesterpforte sind im ursprünglichen Zustand erhalten, das spitzbogige Südportal ist vermauert, die übrigen Öffnungen wurden barock erweitert. Das Westportal stammt von der Restaurierung im Jahr 1863. Schwache Reste mittelalterlicher Putzfriese sind an Chor- und südlicher Schiffswand sowie in den Laibungen der Ostfenster erkennbar. Innen ist das Bauwerk flachgedeckt, mit rundem Triumphbogen gegliedert, eine Westempore ist eingebaut. Reste mittelalterlicher Wandmalereien sind an der Ostwand erhalten, eine Darstellung der Kreuzigung. An mehreren Stellen des Chores sind mittelalterliche Weihekreuze erkennbar.

## Ausstattung
Das Hauptstück der Ausstattung ist ein Kanzelaltar der Spätrenaissance aus der Mitte des 17. Jahrhunderts mit seitlichen Durchgängen, gedrehte Säulen mit Weinranken rahmen Kanzelkorb und Türbekrönung mit Wappen derer von Bartensleben. Hinter dem Altar steht ein vermutlich mittelalterlicher Opferstock. Eine neugotische Taufe ist in Kelchform gestaltet. Die Westempore stammt aus der zweiten Hälfte des 17. Jahrhunderts, an der Brüstung finden sich gemalte Medaillons mit Szenen aus dem Leben Christi: Geburt Jesu, Ölberg, Geißelung, Kreuztragung, Kreuzigung, Auferstehung, Himmelfahrt und Jüngstes Gericht. Das barocke Gestühl entstand 1728 (vom Chorgestühl sind nur noch die Brüstungen erhalten). Vier Inschriftgrabsteine aus dem 18./19. Jahrhundert werden in der Turmhalle aufbewahrt. Eine Bronzeglocke wurde von Heinrich Cramer aus Salzwedel im Jahr 1722 gegossen. Ein spitzbogiges Kirchhofportal mit Nischengliederung wurde zu Anfang des 16. Jahrhunderts geschaffen.